# Bret Wolfe
Bret Wolfe (* 21. Mai 1975 in San Francisco, Kalifornien) ist ein US-amerikanischer Pornodarsteller.

## Leben
Wolfe ist als Pornodarsteller in den Vereinigten Staaten tätig.

## Preise und Auszeichnungen (Auswahl)
- 2003: GayVN Awards, Bester Newcomer
- 2003: Grabby Award, Newcomer des Jahres[1]